# شهدخوار چانه‌خاکستری
شهدخوار چانه‌خاکستری (نام علمی: grey-chinned sunbird) نام یک گونه از تیره شهدخواران است که در آنگولا, بنین، کامرون، جمهوری آفریقای مرکزی، جمهوری کنگو، جمهوری دموکراتیک کنگو، ساحل عاج، گینه استوایی، گابون، غنا، گینه، گینه بیسائو، کنیا، لیبریا، مالی، نیجریه، سیرالئون، سودان جنوبی، تانزانیا و اوگاندا یافت می‌شود.